# Psautier manichéen
Le Psautier manichéen est un texte manichéen écrit en copte. On pense qu'il a été compilé à la fin du IIIe siècle ou au milieu du IVe siècle,. On pense que le Psautier contient des restes de certaines des premières publications manichéennes existantes.

## Histoire
Le Psautier a été découvert à Médinet Madi dans le gouvernorat de Fayoum en Égypte. Comme d'autres travaux découverts sur ce site, il a été écrit dans un dialecte copte typique de la région de Lycopolis. Après sa découverte, il a été édité et publié par Charles Allberry en 1938-9 à partir de manuscrits de la collection Chester Beatty et de l'Académie prussienne des sciences[réf. nécessaire].

## Contenu
Il contient des références à des apocryphes de l'Ancien Testament, aux Actes de Thomas, aux Actes de Jean à Rome et à d'autres Actes des Apôtres, canoniques ou apocryphes. Il fait référence à certains événements qui seraient dérivés des Actes d'André. L'un des psaumes mentionne une tradition liant Adam à Mani. Un auteur a décrit l'un des hymnes comme contenant un « amour profond de Jésus ».